# Rem als Jocs Olímpics d'estiu de 1928 - Dos sense timoner masculí
La competició del doble sense timoner masculí va ser una de les set proves del programa de rem que es van disputar als Jocs Olímpics d'Estiu d'Amsterdam de 1928. La prova es va disputar entre el 2 i el 10 d'agost de 1928, amb la participació de 16 remers, procedents de 8 països diferents, ja que cada nació només podia aportar un vaixell en la prova.

## Medallistes
| Or                                    | Plata                                     | Bronze                                   |
| AlemanyaBruno Müller · Kurt Moeschter | Regne UnitTerence O'Brien · Robert Nisbet | Estats UnitsPaul McDowell · John Schmitt |

## Resultats
Font: Resultats oficials; De Wael

### Primera ronda
Els guanyadors passaven a la segona ronda. Els perdedors competien en la primera repesca.
| Sèrie 1 | Sèrie 1                     | Sèrie 1  | Sèrie 1 | Sèrie 1 |
| Pos.    | Remer                       | Nació    | Temps   | Notes   |
| ------- | --------------------------- | -------- | ------- | ------- |
| 1       | Bruno Müller Kurt Moeschter | Alemanya | 8:14.2  | Q2      |
| 2       | André Pactat Robert Guelpa  | França   | 8:31.0  | R1      |

| Sèrie 2 | Sèrie 2                                         | Sèrie 2      | Sèrie 2 | Sèrie 2 |
| Pos.    | Remer                                           | Nació        | Temps   | Notes   |
| ------- | ----------------------------------------------- | ------------ | ------- | ------- |
| 1       | Paul McDowell John Schmitt                      | Estats Units | 8:06.4  | Q2      |
| 2       | Philippe Van Volckxsom Carlos Van den Driessche | Bèlgica      | 8:15.0  | R1      |

| Sèrie 3 | Sèrie 3                       | Sèrie 3    | Sèrie 3 | Sèrie 3 |
| Pos.    | Remer                         | Nació      | Temps   | Notes   |
| ------- | ----------------------------- | ---------- | ------- | ------- |
| 1       | Terence O'Brien Robert Nisbet | Regne Unit | 7:56.2  | Q2      |
| 2       | Alois Reinhard Willy Müller   | Suïssa     | 7:58.4  | R1      |

| Sèrie 4 | Sèrie 4                            | Sèrie 4       | Sèrie 4 | Sèrie 4 |
| Pos.    | Remer                              | Nació         | Temps   | Notes   |
| ------- | ---------------------------------- | ------------- | ------- | ------- |
| 1       | Romeo Sisti Nino Bolzoni           | Itàlia        | 8:12.2  | Q2      |
| 2       | Carel van Wankum Hein van Suylekom | Països Baixos | 8:30.0  | R1      |

### Primera repesca
Els guanyadors passaven a la segona ronda, però no podien disputar una segona repesca. Els perdedors eren eliminats.
| Sèrie 1 | Sèrie 1                     | Sèrie 1 | Sèrie 1 | Sèrie 1 |
| Pos.    | Remer                       | Nació   | Temps   | Notes   |
| ------- | --------------------------- | ------- | ------- | ------- |
| 1       | Alois Reinhard Willy Müller | Suïssa  | 8:17.8  | Q2      |
| 2       | André Pactat Robert Guelpa  | França  | 9:01.8  | elim.   |

| Sèrie 2 | Sèrie 2                                         | Sèrie 2       | Sèrie 2 | Sèrie 2 |
| Pos.    | Remer                                           | Nació         | Temps   | Notes   |
| ------- | ----------------------------------------------- | ------------- | ------- | ------- |
| 1       | Carel van Wankum Hein van Suylekom              | Països Baixos | 8:18.4  | Q2      |
| 2       | Philippe Van Volckxsom Carlos Van den Driessche | Bèlgica       | 8:36.4  | elim.   |

### Segona ronda
Els guanyadors passaven a semifinals. Els perdedors competien en la segona repesca, sempre i quan no haguessin disputat la primera. Si això passava quedaven eliminats.
| Sèrie 1 | Sèrie 1                     | Sèrie 1 | Sèrie 1 | Sèrie 1 |
| Pos.    | Remer                       | Nació   | Temps   | Notes   |
| ------- | --------------------------- | ------- | ------- | ------- |
| 1       | Romeo Sisti Nino Bolzoni    | Itàlia  | 7:21.4  | Q       |
| 2       | Alois Reinhard Willy Müller | Suïssa  | 7:29.2  | elim.   |

| Sèrie 2 | Sèrie 2                       | Sèrie 2      | Sèrie 2 | Sèrie 2 |
| Pos.    | Remer                         | Nació        | Temps   | Notes   |
| ------- | ----------------------------- | ------------ | ------- | ------- |
| 1       | Paul McDowell John Schmitt    | Estats Units | 7:12.0  | Q       |
| 2       | Terence O'Brien Robert Nisbet | Regne Unit   | 7:14.2  | R2      |

| Sèrie 3 | Sèrie 3                            | Sèrie 3       | Sèrie 3 | Sèrie 3 |
| Pos.    | Remer                              | Nació         | Temps   | Notes   |
| ------- | ---------------------------------- | ------------- | ------- | ------- |
| 1       | Bruno Müller Kurt Moeschter        | Alemanya      | 7:19.4  | Q       |
| 2       | Carel van Wankum Hein van Suylekom | Països Baixos | 7:30.2  | elim.   |

### Segona repesca
L'embarcació britànica va ser l'única que va patir la seva primera derrota a la segona ronda, per la qual cosa va passar a semifinals sense haver de disputar-la.
| Sèrie 1 | Sèrie 1                       | Sèrie 1    | Sèrie 1 | Sèrie 1 |
| Pos.    | Remer                         | Nació      | Temps   | Notes   |
| ------- | ----------------------------- | ---------- | ------- | ------- |
| 1       | Terence O'Brien Robert Nisbet | Regne Unit | Lliura  | Q       |

### Semifinals
Els vencedors lluitarien per l'or, mentre els perdedors ho farien pel bronze.
| Sèrie 1 | Sèrie 1                     | Sèrie 1      | Sèrie 1 | Sèrie 1 |
| Pos.    | Remer                       | Nació        | Temps   | Notes   |
| ------- | --------------------------- | ------------ | ------- | ------- |
| 1       | Bruno Müller Kurt Moeschter | Alemanya     | 7:08.2  | QA      |
| 2       | Paul McDowell John Schmitt  | Estats Units | 7:15.6  | QB      |

| Sèrie 2 | Sèrie 2                       | Sèrie 2    | Sèrie 2 | Sèrie 2 |
| Pos.    | Remer                         | Nació      | Temps   | Notes   |
| ------- | ----------------------------- | ---------- | ------- | ------- |
| 1       | Terence O'Brien Robert Nisbet | Regne Unit | 7:08.6  | QA      |
| 2       | Romeo Sisti Nino Bolzoni      | Itàlia     | 7:16.8  | QB      |

### Finals
| Final per l'or | Final per l'or                | Final per l'or | Final per l'or |
| Pos.           | Remer                         | Nació          | Temps          |
| -------------- | ----------------------------- | -------------- | -------------- |
| 1              | Bruno Müller Kurt Moeschter   | Alemanya       | 7:06.4         |
| 2              | Terence O'Brien Robert Nisbet | Regne Unit     | 7:08.8         |

| Final pel bronze | Final pel bronze           | Final pel bronze | Final pel bronze |
| Pos.             | Remer                      | Nació            | Temps            |
| ---------------- | -------------------------- | ---------------- | ---------------- |
| 1 ()             | Paul McDowell John Schmitt | Estats Units     | 7:20.4           |
| 2 (4)            | Romeo Sisti Nino Bolzoni   | Itàlia           | 7:24.4           |